# Université d'agriculture d'Athènes
L’université d’agriculture d’Athènes (en grec moderne : Γεωπονικό Πανεπιστήμιο Αθηνών) est une université publique grecque spécialisée en agriculture. Son campus est situé dans le quartier athénien de Votanikós.
En 1888, la donation d’un riche particulier permet la création d’une première entité dédiée à l’éducation post-secondaire en agriculture. En 1920, l'université d’agriculture d’Athènes est officiellement fondée par une loi adoptée par le Parlement grec. Elle devient ainsi la troisième institution universitaire créée en Grèce, après l'université nationale et capodistrienne et l'université polytechnique nationale.
En avril 2021, l'université d’agriculture d’Athènes compte 6 facultés et 14 départements académiques.